# Podbielsko
Podbielsko (prononciation : [pɔdˈbjɛlskɔ]) est un village polonais de la gmina d'Orchowo dans le powiat de Słupca de la voïvodie de Grande-Pologne dans le centre-ouest de la Pologne.
Il se situe à environ 5 kilomètres à l'est d'Orchowo (siège de la gmina), à 30 kilomètres au nord-est de Słupca (siège du powiat) et à 81 kilomètres à l'est de Poznań (capitale régionale).
Le village possédait une population de 183 habitants en 2012.

## Histoire
De 1975 à 1998, le village faisait partie du territoire de la voïvodie de Konin.

Depuis 1999, Podbielsko est situé dans la voïvodie de Grande-Pologne.